# Grotte (by)
Grotte er en italiensk by (og kommune) i regionen Sicilien i Italien, med omkring 5.209(2023) indbyggere. 